# بينارآيي فيجين
بينارآيي فيجايان هو سياسي ووزير سابق للولاية كيرالا ، وجنوب الهند. حاليا هو وزير في ولاية كيرالا اللجنة والحزب الشيوعى الهندى (الماركسى) (CPIM).

## نشأته
ولد في 21 مارس 1944 في بينارآيي في كنور ، في أسرة فقيرة وابن جامع مشروب ساخن
وهو متزوج وأب لكمالا ولديه طفلان، وفيفيك فينا.

## حياته السياسية
بينارآيي فيجايان دخل السياسة عن طريق أنشطة اتحاد الطلاب في نهاية المطاف، وانضم إلى الحزب الشيوعي في عام 1964. كان الرئيس والأمين العام للاتحاد الطلاب ولاية كيرالا (قوة أمن كوسوفو) ، وكان يشغل أيضا منصب رئيس اتحاد شباب ولاية كيرالا (KSYF). خلال تلك الفترة، عندما كان الشيوعيون في ولاية كيرالا تنظيم أنشطة سياسية من مختلف المخابئ، بينارآيي فيجايان كان قد سجن لمدة سنة ونصف السنة. في وقت لاحق تم انتخابه رئيسا للدولة ولاية كيرالا التعاون بين المصارف العاملة. وحصل المنتخب إلى ولاية كيرالا الجمعية التشريعية في عام 1970. واعيد انتخابه في 1977 و1991 و1996. كان وزير الطاقة الكهربائية والتعاونيات في ئي كيه Nayanar الوزارة من 1996 إلى 1998. في عام 1998 أصبح الشيوعي الهندي (الماركسي) وزيرة دولة. انتخب في المكتب السياسي للالشيوعي الهندي (الماركسي) في عام 2002.

### تعليق
في مايو 26 ، 2007 لالشيوعي الهندي (الماركسي) علقت بينارآيي فيجايان وف. S. Achuthanandan من المكتب السياسي لملاحظاتهم العامة على بعضها البعض. اللجنة المركزية قد وافقت على المكتب السياسي 'ق قرار تعليق عليها. وخلص إلى أن النقد الصريح بعضهم ضد البعض الآخر الذي بثته وكان الزعيمان قد «انتهكت قواعد الحزب». كما اعاد أنهم كانوا أعضاء في المكتب السياسي في وقت لاحق.

### المناصب التي شغلها
- هل كان رئيس الدولة وسكرتير لاتحاد طلاب ولاية كيرالا، ورئيس اتحاد شباب ولاية كيرالا (KSYF).
- شغل منصب رئيس ولاية كيرالا البنك التعاوني.
- انتخب في ولاية كيرالا الجمعية التشريعية في عام 1970 ، 1977 ، 1991 و1996.
- شغل منصب وزير في ولاية كيرالا الحكومة بين عامي 1996 و1998.
- وزير الدولة في ولاية كيرالا لجنة للالشيوعي الهندي (الماركسي) منذ عام 1998.
- عضو في الحزب الشيوعي الهندي (م) من المكتب السياسي عام 2002.

## معرض صور

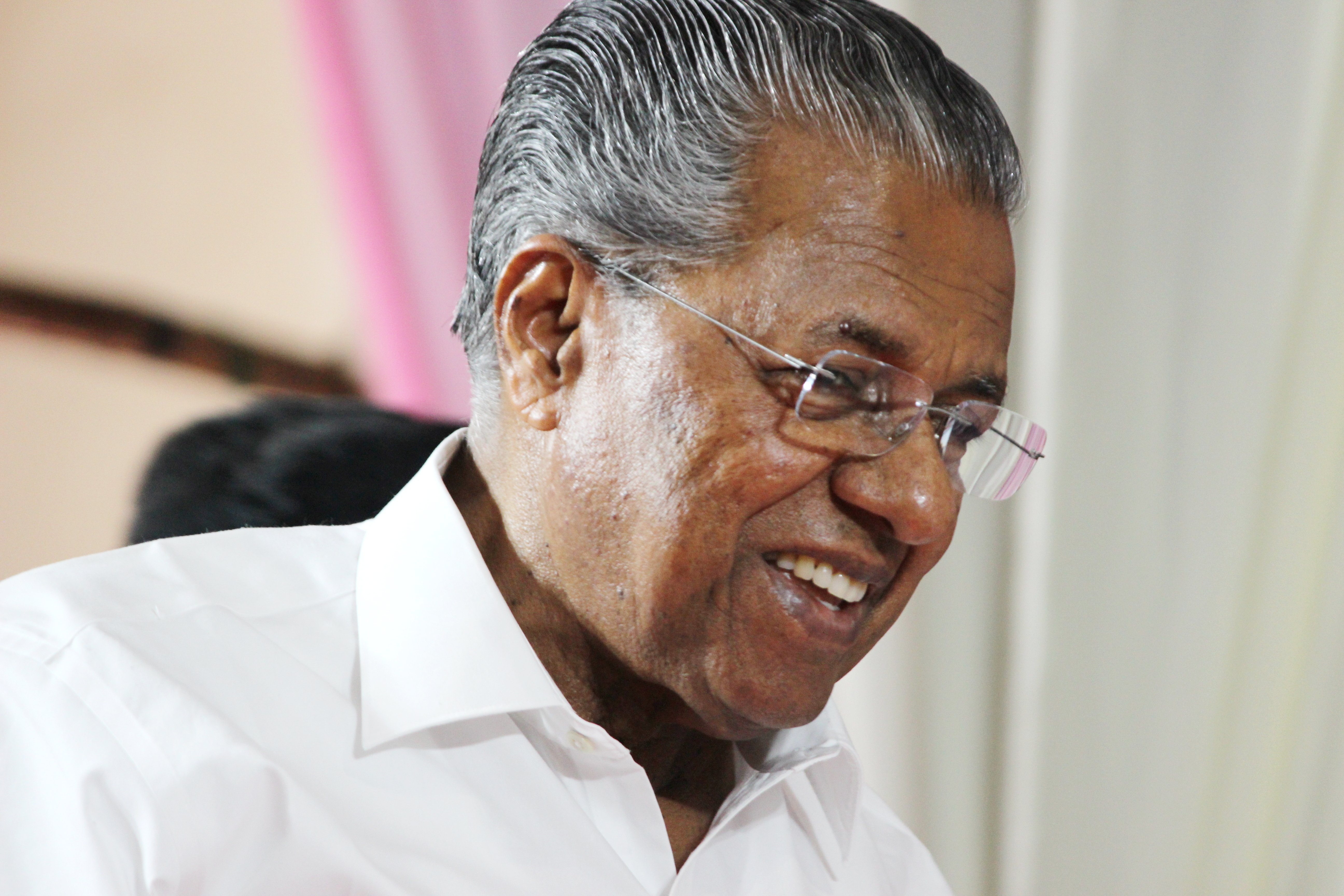
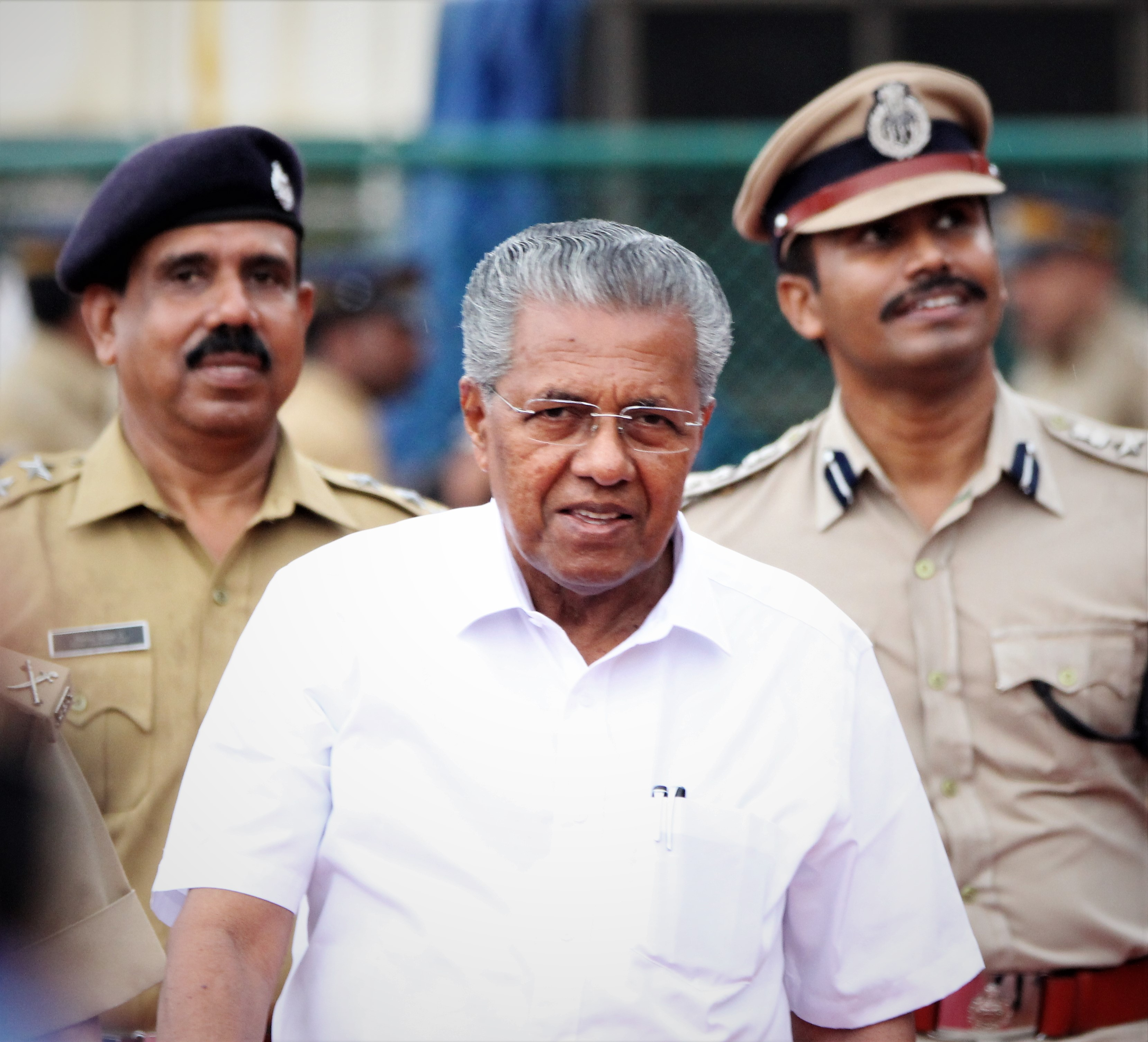
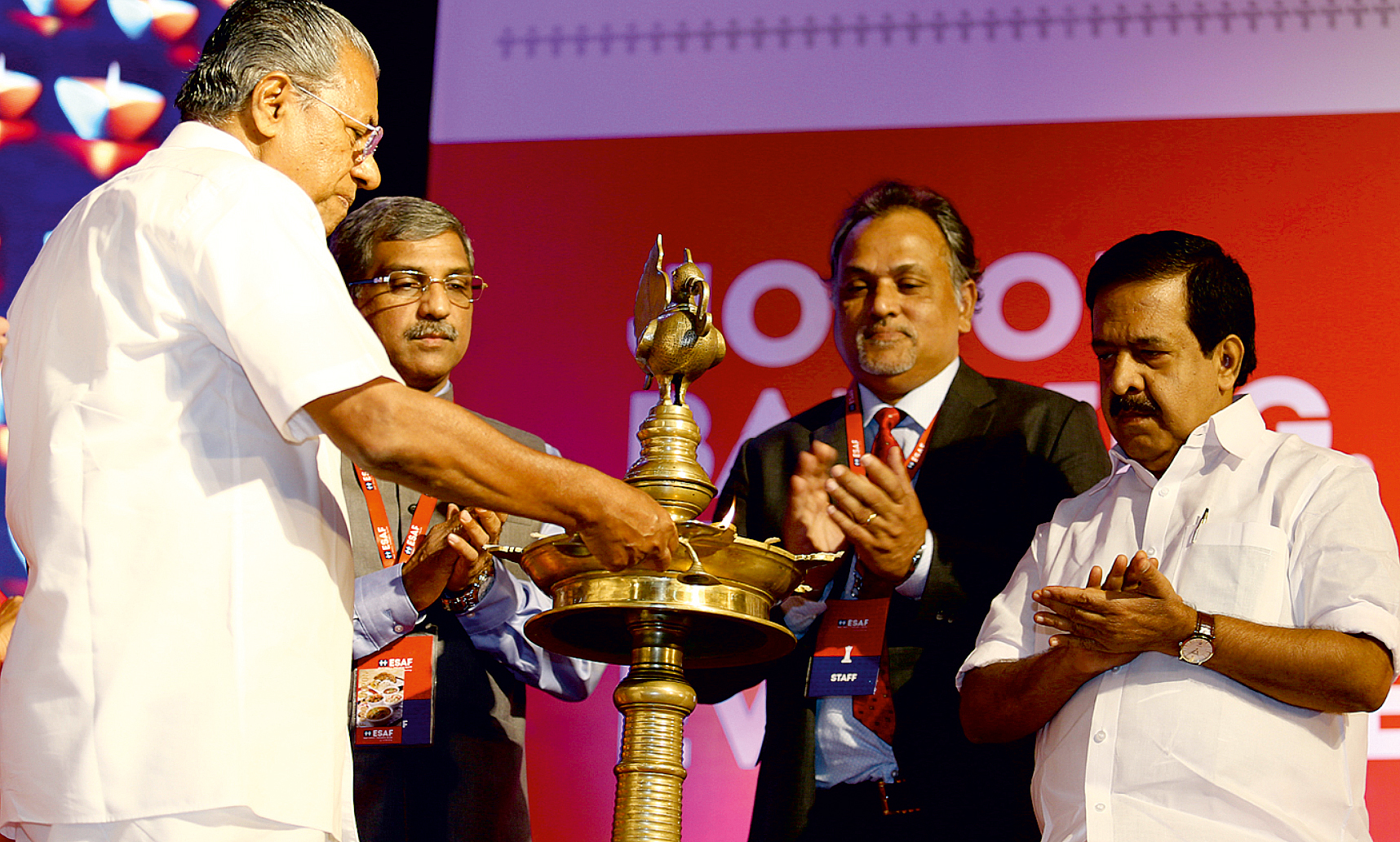
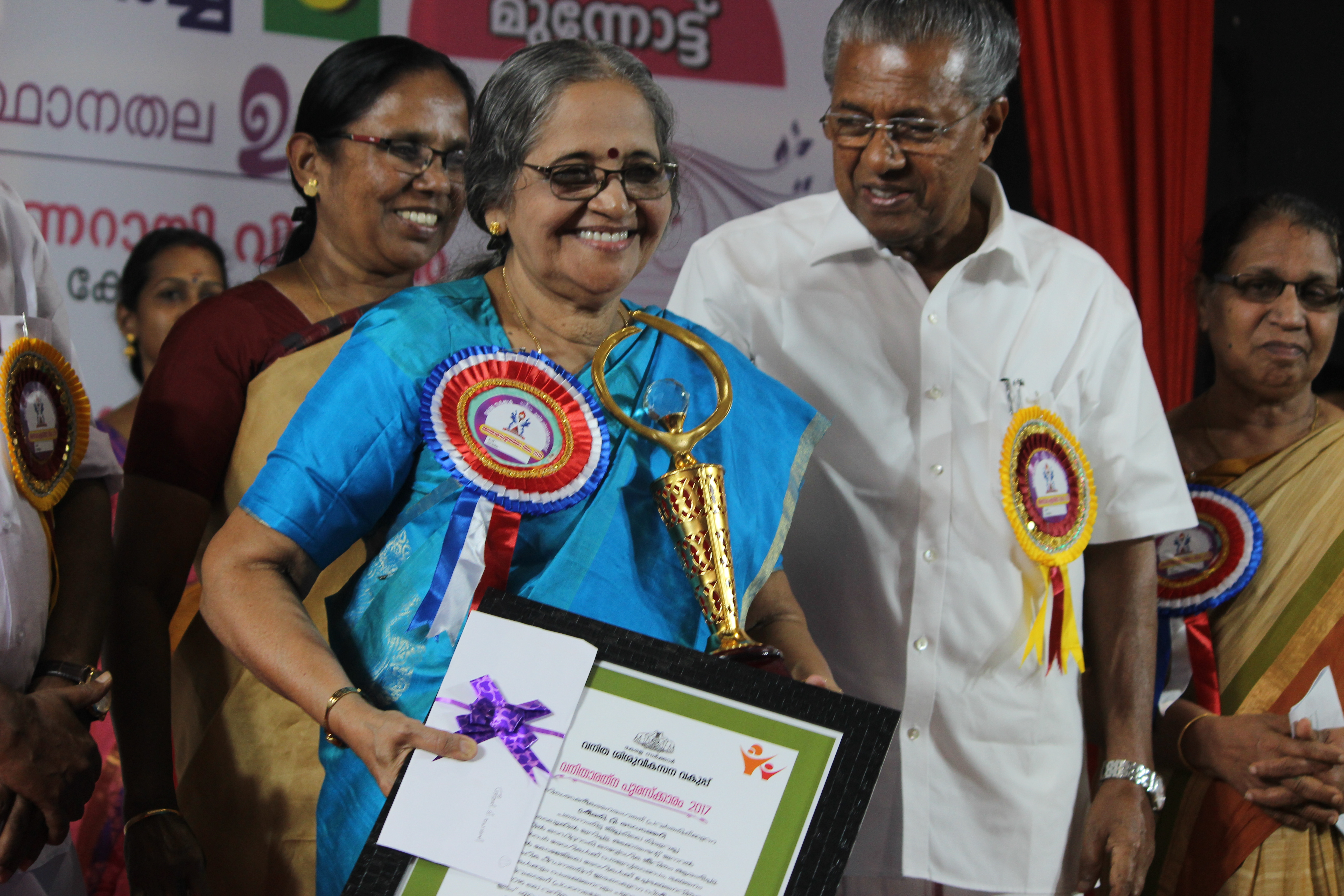